# Manjirō Sano
Manjirō Sano (佐野 万次郎 Sano Manjirō?) o Mikey (マイキー Maikī?) Es el deuteragonista de la serie de anime y manga Tokyo Revengers. Miembro fundador de la pandilla Tokyo Manji. Fue miembro de Kanto Manji y Bonten en una línea alternativa del pasado.  

## Historia
Manjirō Sano es el presidente y fundador de la Tokyo Manji Gang, así como líder de Kanto Manji y, en una de las líneas temporales, de la organización criminal Bonten. Desde su infancia fue criado por su abuelo, un maestro de artes marciales, lo que lo llevó a entrenarse rigurosamente. Vivía junto a su abuelo y su hermano mayor en el dōjō familiar. Durante sus años de primaria, su media hermana Emma Sano se unió a la familia, y fue entonces cuando comenzó a llamarse "Mikey", apodo pensado para que Emma no se sintiera excluida por tener un nombre occidental. Ambos desarrollaron un lazo fraternal muy estrecho, al punto que algunos confundían su relación. En quinto grado conoció a Ken Ryuguji (Draken), tras ser llevado por este a enfrentarse con un grupo de matones. Mikey mostró interés en él y terminó enfrentando al grupo con una patada voladora, sorprendiendo a todos. A partir de ahí, forjaron una amistad. Ya en secundaria, Mikey y sus amigos decidieron formar una pandilla, naciendo así la Tokyo Manji Gang. Pronto se ganó el apodo de "Mikey el Invencible" por su fuerza y liderazgo. A lo largo de la historia, Mikey experimenta una transformación emocional debido a la pérdida de personas cercanas, desarrollando lo que se denomina sus "impulsos oscuros". Durante la confrontación entre la Tokyo Manji Gang y Kanto Manji, estos impulsos lo llevan a atacar sin distinguir aliados de enemigos, hasta que Takemichi logra detenerlo y confrontarlo emocionalmente. Mikey responde que comprendió, gracias a Waka, que los impulsos oscuros son consecuencia de una maldición originada por el acto de amor desesperado de su hermano Shinichiro, quien mató al primer viajero del tiempo para poder salvarlo. Esa maldición afectó no solo a Mikey, sino también a quienes lo rodean. Según se muestra, en la línea temporal original Mikey quedó en estado vegetativo y falleció en 2003, pero Shinichiro logró retroceder en el tiempo para salvarlo, lo que dio origen a una "maldición" que afecta a Mikey y a su entorno. Durante una batalla final, Mikey hiere gravemente a Takemichi bajo la influencia de sus impulsos. Sin embargo, Takemichi lo abraza, le recuerda su amistad y le dice que cargará con sus emociones oscuras. Esto lo ayuda a volver en sí y, tomados de la mano, Takemichi viaja una vez más en el tiempo. En esta nueva línea temporal, Mikey logra reconocerlo en 1998 y ambos forman una nueva Tokyo Manji Gang unificada. Once años después, Mikey es corredor profesional y asiste al matrimonio de Takemichi y Hinata, acompañado por Draken, quien trabaja como su mecánico.

## Apariencia
Mikey es un joven de complexión delgada pero musculosa, de estatura baja. Tiene ojos negros penetrantes y cabello rubio largo, atado en la parte superior mientras que los laterales caen sueltos. Conduce una motocicleta CB250T llamada "Babu", que pertenecía a su difunto hermano Shinichiro Sano.
En el futuro alternativo de Tokyo Manji Gang, Mikey cambia radicalmente su apariencia: tiene el cabello corto teñido de negro, y viste una sudadera blanca que deja ver parcialmente sus hombros, junto con una camiseta de tirantes negra debajo. En esta versión, también presenta un tatuaje de dragón en el cuello, similar al que lleva Draken.
En el futuro alternativo donde lidera Bonten, Mikey aparece con un estilo aún más oscuro y maduro: lleva el cabello corto de color blanco, un tatuaje detrás de la nuca con el logo de Bonten, y viste una sudadera y pantalones negros. Sus ojos parecen reflejar el agotamiento, como si tuviera problemas para dormir debido al peso de su rol en la organización.

## Personalidad
Mikey se presenta como un joven amable y carismático con sus amigos, y suele mostrarse caballeroso con las chicas. A pesar de su actitud alegre, arrastra una profunda tristeza desde la muerte de su hermano mayor, Shinichiro. En su infancia, intentaba reprimir el llanto al considerar que debía ser fuerte en todo momento.
Como comandante de su pandilla, muestra una actitud seria y autoritaria, llegando a intimidar incluso a sus propios subordinados. Es respetado por su liderazgo, carisma y habilidades en artes marciales.
Además, se le conoce por su gusto por la comida del menú infantil. Tras comer, suele quedarse dormido, lo cual es una conducta recurrente en la serie.

## Habilidades
Autoridad y liderazgo: Como líder fundador de la Tokyo Manji (ToMan), Mikey ejerce una fuerte influencia sobre los miembros de la pandilla. Su sola presencia tiene un efecto unificador y motivador, consolidando a ToMan como una fuerza temida entre otras bandas juveniles. Su carisma y liderazgo son factores clave en el crecimiento y cohesión del grupo.
Combate cuerpo a cuerpo: Mikey es considerado uno de los luchadores más fuertes dentro de la serie Tokyo Revengers. Su apodo, “El Invencible Mikey”, refleja su reputación entre otros pandilleros. Posee la capacidad de derrotar a combatientes experimentados con una sola patada, incluso cuando enfrenta múltiples oponentes. Suele utilizar predominantemente patadas en combate, compensando así su estatura y maximizando el daño. En distintas ocasiones, sus patadas han sido lo suficientemente potentes como para derribar objetos grandes o dejar inconscientes a sus oponentes.
Técnica en artes marciales: A diferencia de otros miembros de pandillas, Mikey cuenta con entrenamiento formal en artes marciales desde la infancia. Ha sido reconocido por su habilidad técnica y reflejos excepcionales, lo que le permite ejecutar movimientos precisos y de alta velocidad. Su técnica más destacada es una patada giratoria dirigida a la cabeza del oponente, utilizada como movimiento final. Esta técnica ha mostrado gran efectividad contra la mayoría de sus adversarios.
Resistencia física: A lo largo de la serie, Mikey ha demostrado una alta resistencia física. Ha sido capaz de continuar luchando tras recibir golpes severos que normalmente dejarían fuera de combate a otros personajes. Incluso en situaciones de desventaja, ha logrado mantenerse consciente y activo.
Percepción e intuición: Mikey presenta un agudo sentido de percepción, especialmente respecto a las intenciones y emociones de las personas cercanas a él. En momentos clave de la trama, ha sido capaz de anticipar acciones o movimientos de sus aliados.
Conocimientos mecánicos: Debido a la influencia de su hermano mayor, Shinichiro Sano, quien era mecánico, Mikey adquirió conocimientos prácticos sobre motocicletas. Es capaz de ensamblar y reparar componentes mecánicos, y muestra gran afinidad por este tipo de vehículos, en especial su motocicleta CB250T, conocida como "Babu".